# Liste der Montanbahnen
Diese Liste enthält nichtöffentliche Montanbahnen, deren Haupttransportgut Erz oder Kohle ist. Nicht aufgeführt sind öffentliche Bahnen, auf denen auch normaler Personen- oder Güterverkehr stattfindet.

## Europa

### Deutschland

#### Hessen
Hessische Braunkohlereviere
- Feldbahn der PREAG im Wetterauer Braunkohlerevier (siehe Kraftwerk Wölfersheim#Werksbahn)

#### Nordrhein-Westfalen
Ruhrgebiet
- Generaler Kohlenbahn und
- Hasenwinkeler Kohlenweg in Bochum-Dahlhausen
- Hörder Kohlenbahn in Dortmund
- Schlebusch-Harkorter Kohlenbahn bei Hagen, auch Silscheder Kohlenbahn oder Hasper Kohlenbahn genannt
- Kohlenbahn Wuppertal-Wichlinghausen–Hattingen

Rheinisches Braunkohlenrevier
- Nord-Süd-Bahn der RWE Power
- Hambachbahn der RWE Power
- Villebahn

#### Sachsen
Zwickauer und Lugau-Oelsnitzer Steinkohlenrevier
- Brückenbergschachtbahn
- Reinsdorfer Kohlenbahn der Oberhohndorf-Reinsdorfer Kohleneisenbahn
- Staatskohlenbahn Zwickau–Bockwa
- von Arnimsche Kohlenbahn
- Bürgerschachtbahn
- Bockwaer Kohlenbahn der Bockwaer Eisenbahngesellschaft
- Kohlenbahn Lugau–Wüstenbrand der Chemnitz-Würschnitzer Eisenbahngesellschaft

Döhlener Becken
- Deubener Kohlenbahn
- Hänichener Kohlenzweigbahn mit Windbergzweigbahn
- Niederhermsdorfer Kohlezweigbahn

Mitteldeutsches Braunkohlenrevier
- Preußlitzer Kohlenbahn
- Zschornewitzer Kohlenbahn
- Kohlebahn Haselbach

Lausitzer Braunkohlenrevier
- Lausitzer Grubenbahn
- Kohlenbahn Reichenau

### Österreich
- Oberösterreich: Ampflwanger Bahn
- Oberösterreich: Schwertberger Kaolinbahn
- Steiermark: Fohnsdorfer Bahn

### Bosnien-Herzegowina
- Kohlenbahn Banovići im Kanton Tuzla

### Großbritannien
- Kohlenbahn Middleton–Leeds in West Yorkshire
- Wylam-Kohlenbahn in der Grafschaft Northumberland

### Norwegen
- Kohlebahn Spitzbergen
- Sydvarangerbanen in Kirkenes

### Polen
- Linia Hutnicza Szerokotorowa (zeitweise auch öffentlicher Reiseverkehr)

### Tschechien

#### Böhmen
- Kladno-Nučicer Bahn der Prager Eisenindustrie AG bei Kladno
- Wilkischner Montanbahn bei Pilsen
- Sulkover Montanbahn bei Pilsen
- Miröschauer Gewerksbahn

#### Mähren
- Montanbahn Mährisch Ostrau–Witkowitz–Michalkowitz bei Ostrava
- Freiherr von Rothschildsche Montanbahn (Michalkowitz–Dombrau) bei Ostrava

## Afrika
- Mauretanien Erzbahn F'dérik–Nouadhibou
- Simbabwe Kohlenbahn Hwange
- Südafrika, Grubenabfuhrbahn Sishen–Saldanha

## Asien

### Indien
- Manoharpur Light Railway (nicht mehr in Betrieb)

### Malaysia
- Kohlenbahn der Zeche Silimpopon
- Kohlenbahn der Zeche Brooketon
- Kohlenbahn der Kohlegruben auf Labuan

## Australien
Pilbara, Western Australia
- Fortescue Railway von Anderson Point (Port Hedland) zur Cloud Break Mine, Christmas Creek Mine, sowie zum Solomon Hub der Fortescue Metals Group
- Mount Newman Railway von Nelson Point (Port Hedland) zur Mount Newman Mine, Yandi Mine und Area C Mine der BHP Billiton Iron Ore
- Goldsworthy Railway von Finucane Island (Port Hedland) zur Yarrie Mine und zur Nimingarra Mine der BHP Billiton Iron Ore
- Pilbara Rail

## Nordamerika

### USA
- Bahnstrecke Hinsdale–Taconite Harbour der Erie Mining Company, Minnesota
- Black Mesa and Lake Powell Railroad, Arizona
- Deseret Western Railway, Colorado und Utah
- Muskingum Electric Railroad, Ohio
- Navajo Mine Railroad, New  Mexico
- Werkbahnen von Luminant, Texas
- Coal and Iron Railway, West Virginia
- Monongahela Railway, Pennsylvania und West Virginia

### Kanada
- Cartier Railway, Quebec
- Sydney Coal Railway, Nova Scotia
- Cumberland Railway and Coal Company, Nova Scotia

## Südamerika
- Argentinien Kohlenbahn Río Gallegos–Río Turbio